# Mayim Bialik
Pour les articles homonymes, voir Bialik.
Mayim Bialik est une actrice et productrice, née le 12 décembre 1975 à San Diego en Californie. 
Elle devient célèbre pour avoir joué le rôle éponyme de la série Petite Fleur (1991-1995). Elle joue plusieurs rôles au cinéma ainsi que dans plusieurs autres séries télévisées.
Au début des années 2010, sa renommée devient internationale lorsqu'elle rejoint la distribution principale de la série à succès The Big Bang Theory (2010-2019) dans le rôle d'Amy Farrah Fowler. Depuis 2020, elle a sa propre série et joue le premier rôle de Kat dans la comédie a succès Call Me Kat (2020-2023).

## Biographie
Mayim Chaya Bialik est née le 12 décembre 1975 à San Diego, Californie, de Beverly (née Winkleman) et Barry Bialik. Sa famille est composée d'immigrants juifs qui vivaient dans le Bronx, à New York. Trois de ses quatre grands-parents ont émigré de Pologne, de Tchécoslovaquie et de Hongrie. Elle a été élevée en tant que juive réformée, mais se considère maintenant comme une juive orthodoxe moderne. Bialik a célébré sa bat-mitsvah et se qualifie de « sioniste convaincue ». Son nom, Mayim (« eaux » en hébreu), tire son origine d'un surnom familial de son arrière-grand-mère, Miriam. 
Elle fait ses études en Californie à la Walter Reed Junior High School (North Hollywood, dans la San Fernando Valley). À la fin du tournage de Blossom, bien qu'elle soit acceptée à la fois à Harvard et à Yale, elle préfère rester en Californie, près de ses parents, où elle rejoint l'université de Californie à Los Angeles (UCLA),. En 2000, elle obtient son diplôme universitaire de premier degré (l'équivalent du baccalauréat universitaire) en neuroscience, et approfondit ses études dans ce domaine.  Elle les interrompt en 2005, pour jouer dans des sitcoms, puis les reprend pour obtenir finalement son doctorat en 2007, au cours duquel elle soutient une thèse relative au syndrome de Prader-Willi,. 
C’est tout naturellement que Mayim Bialik a décroché le rôle d’Amy Farrah Fowler dans la série The Big Bang Théorie où elle incarne le personnage d’une neuroscientifique. 

### Carrière

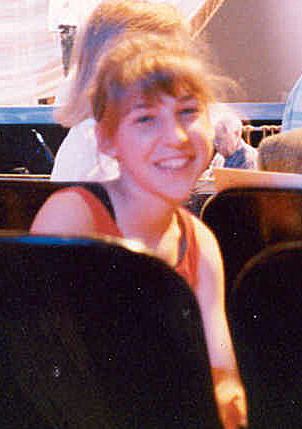
Mayim Bialik aux Academy Awards, le 29 mars 1989.

Elle commence sa carrière, très jeune, à la fin des années 1980, par des petits rôles dans des films comme The Facts of Life, La Belle et la Bête, ou encore dans le film d'horreur Pumpkinhead en 1988. Elle participe également à trois épisodes de MacGyver, dans lesquels elle incarne le personnage de Lisa Woodman. Elle joue aussi Bette Midler (enfant) dans Au fil de la vie, en 1988. Elle participe, enfin, à la vidéo de Michael Jackson qui illustre la chanson Liberian Girl. En 1990, elle est engagée pour les épisodes pilotes de Molloy (pour la Fox) et Petite Fleur (Blossom en VO) pour NBC. La série Molloy est d'abord lancée pour six épisodes tests, mais retirée de la programmation devant le succès de Blossom qui l'avait surpassée en audience dès sa deuxième semaine de diffusion. Blossom prospère jusqu'en 1995. Entre 1995 et 2005, l'actrice fait de la post-synchronisation pour des dessins animés, comme The Real Adventures of Jonny Quest et La Cour de récré.
Elle figure en 2005 à l'affiche de Kalamazoo?, et fait une apparition dans trois épisodes de la série Larry et son nombril, pour HBO comedy, dans lesquels elle joue Jodi Funkhouser, la fille lesbienne d'un ami de Larry David. Elle fait également une brève apparition dans Fat Actress, et dans un épisode de Saving Grace. Elle bénéficie, en revanche, d'un rôle plus pérenne dans la série Family's The Secret Life of the American Teenager produite par ABC, dans lequel elle incarne la conseillère d'orientation du lycée. Elle est invitée, en outre, dans un épisode de la sitcom 'Til Death (Pour le Meilleur et pour le Pire, produite par la Fox) dans lequel elle retrouve deux acteurs de Blossom, Jenna von Oÿ, qui avait joué le rôle de Six, la meilleure amie de Blossom, et Michael Stoyanov, qui incarnait Anthony, le frère aîné de Blossom.

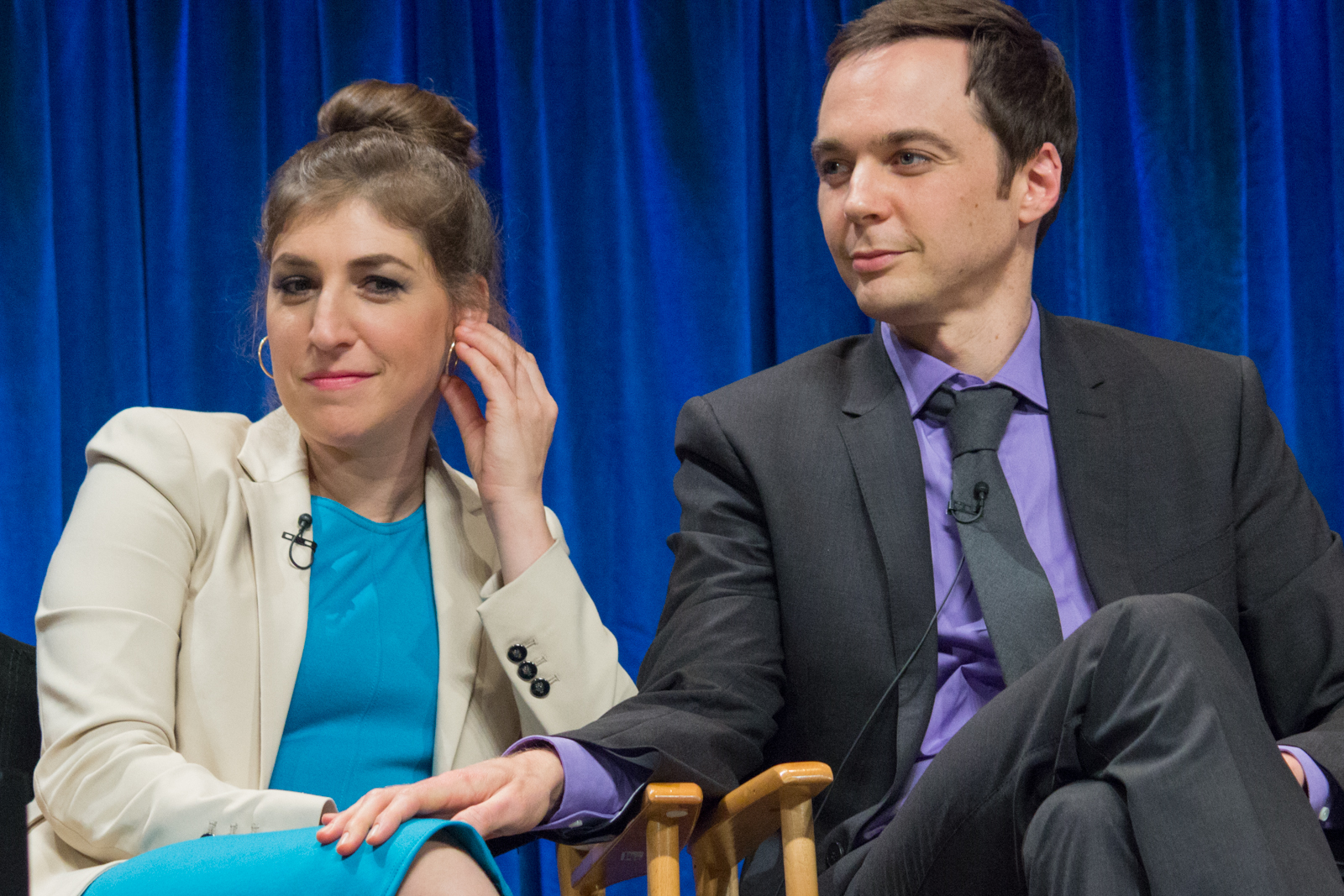
Mayim et Jim Parsons en 2013.

Elle rejoint, en 2010, la série The Big Bang Theory qui achève sa troisième saison, pour incarner Amy Farrah Fowler. Elle fait sa première apparition dans l'épisode final de ladite saison, lors de sa rencontre avec le personnage de Sheldon Cooper, interprété par Jim Parsons. Amy Farrah Fowler est docteur en neurobiologie, ce qui coïncide avec la formation universitaire de Mayim Bialik, achevée deux années plus tôt avec un doctorat en neurosciences. Son rôle dans The Big Bang Theory lui vaut une nomination pour la 64e cérémonie des Primetime Emmy Awards 2012, dans la catégorie meilleure actrice dans un second rôle dans une série télévisée comique, en plus de la nomination, en décembre 2011 avec toute l'équipe de The Big Bang Theory, aux Screen Actors Guild Awards dans la catégorie meilleure distribution pour une série télévisée comique.
En 2021, elle est nommée animatrice de Jeopardy! pendant deux semaines en mai. Il a été étendu au tournoi collégial ABC aux heures de grande écoute et elle partage les tâches de la version syndiquée avec Ken Jennings à partir du 20 septembre 2021.

### Vie privée

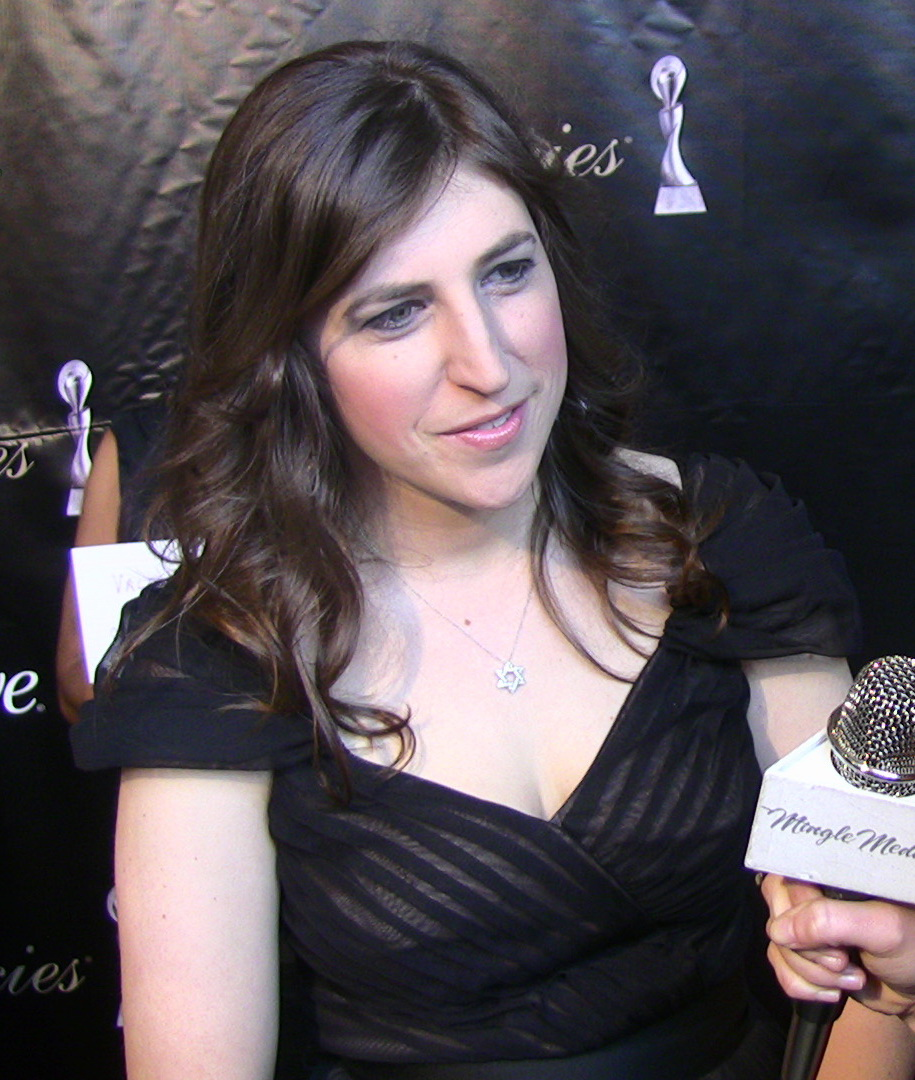
Mayim Bialik en 2011 au Gracie Awards

Mayim Bialik est l'arrière-petite nièce du poète Haïm Nahman Bialik. 
Étant végane, elle publie un livre de recettes dédiées. Par ailleurs, elle est membre fondatrice de l'institut Shamayim V'Aretz, puis donne quelques conférences scientifiques, notamment à Bethlehem — en Pennsylvanie — dont on peut trouver de larges extraits sur YouTube. Le 6 mars 2012, elle publie un livre, intitulé : Beyond the Sling: A Real-Life Guide to Raising Confident, Loving Children the Attachment Parenting Way.
Le 15 août 2012, elle a un accident de voiture à Los Angeles, dans lequel elle manque de peu de perdre un doigt. Mais, elle reprend, dès le lendemain, le tournage dans The Big Bang Theory.
En 2002, elle devient la compagne de Michael Stone, qu'elle épouse le 31 août 2003. Ils ont deux enfants : Miles Roosevelt Stone (né le 10 octobre 2005) et Frederick Heschel Stone (né le 15 août 2008). Ils se séparent en novembre 2012, puis divorcent en avril 2013.

## Filmographie

### Cinéma
- 1988 : Au fil de la vie (Beaches) de Garry Marshall : Cecilia 'CC' Carol Bloom (âgée de 11 ans)
- 1989 : Pumpkinhead : Le Démon d'Halloween (Pumpkinhead) de Stan Winston : Wallace kid
- 2006 : Kalamazoo? de David O'Malley : Maggie Goldman
- 2011 : Chicago Seven : Nancy Kurshan
- 2022 : As They Made Us : Réalisatrice et scénariste
- 2024 : Father, Mother, Sister, Brother de Jim Jarmusch

### Télévision
- 1989 : Liberian Girl (clip) : Elle-même
- 1989-1990 : MacGyver : Lisa Woodman (3 épisodes)
- 1991-1995 : Petite Fleur (Blossom) : Peneloppe « Petite Fleur » Russo (Blossom Russo) (114 épisodes)
- 1994 : Nuits de Chine (Don't Drink the Water) : Susan Hollander
- 2003 : Sept à la maison : Cathy (saison 7. Épisode 20)
- 2005 : Katbot (série) : Paula (voix)
- 2005-2007 : Larry et son nombril : Jodi Funkhauser (4 épisodes)
- 2008 : Bones, saison 4 épisode 20 L’amour a ses raisons
- 2010 : La Vie secrète d'une ado ordinaire : Dr Wilameena Bink (6 épisodes)
- 2010 : Pour le meilleur et pour le pire, saison 4 épisode 7 : Dr Bialik
- 2010-2019 : The Big Bang Theory : Amy Farrah Fowler (203 épisodes)
- 2015 : Embarquement immédiat pour Noël : Stéphanie
- 2017 : Lego Master USA : Elle même (invitée épisode 2)
- 2020-2023 : Call Me Kat : Kat (53 épisodes)
- 2020-2024 : Young Sheldon : Amy Farrah Fowler (3 épisodes)
- 2021-2023 : Jeopardy! : animatrice de jeu télévisé (en alternance avec Ken Jennings, saison 38 et 39)
  - saison 37 (2021) : 10 épisodes (animatrice de jeu télévisé invitée après la mort d'Alex Trebek)
  - saison 38 (2021-22) : 115 épisodes et tournoi collégial de ABC (9 épisodes)
  - sasion 39 (2022-23) : 60 épisodes et tournoi de célébrités de ABC (13 épisodes)